# Passendale (kaas)

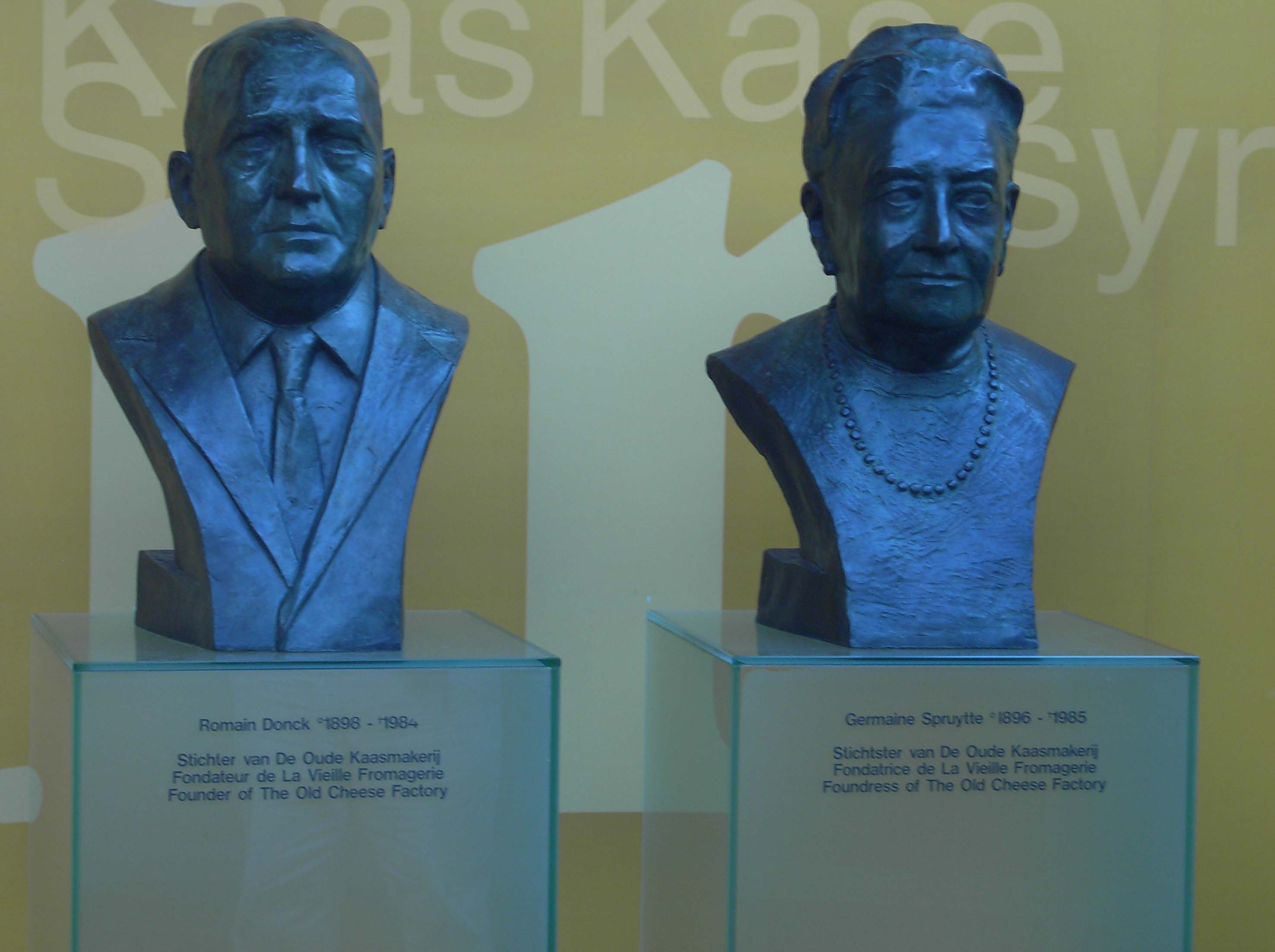
De stichters van het bedrijf.

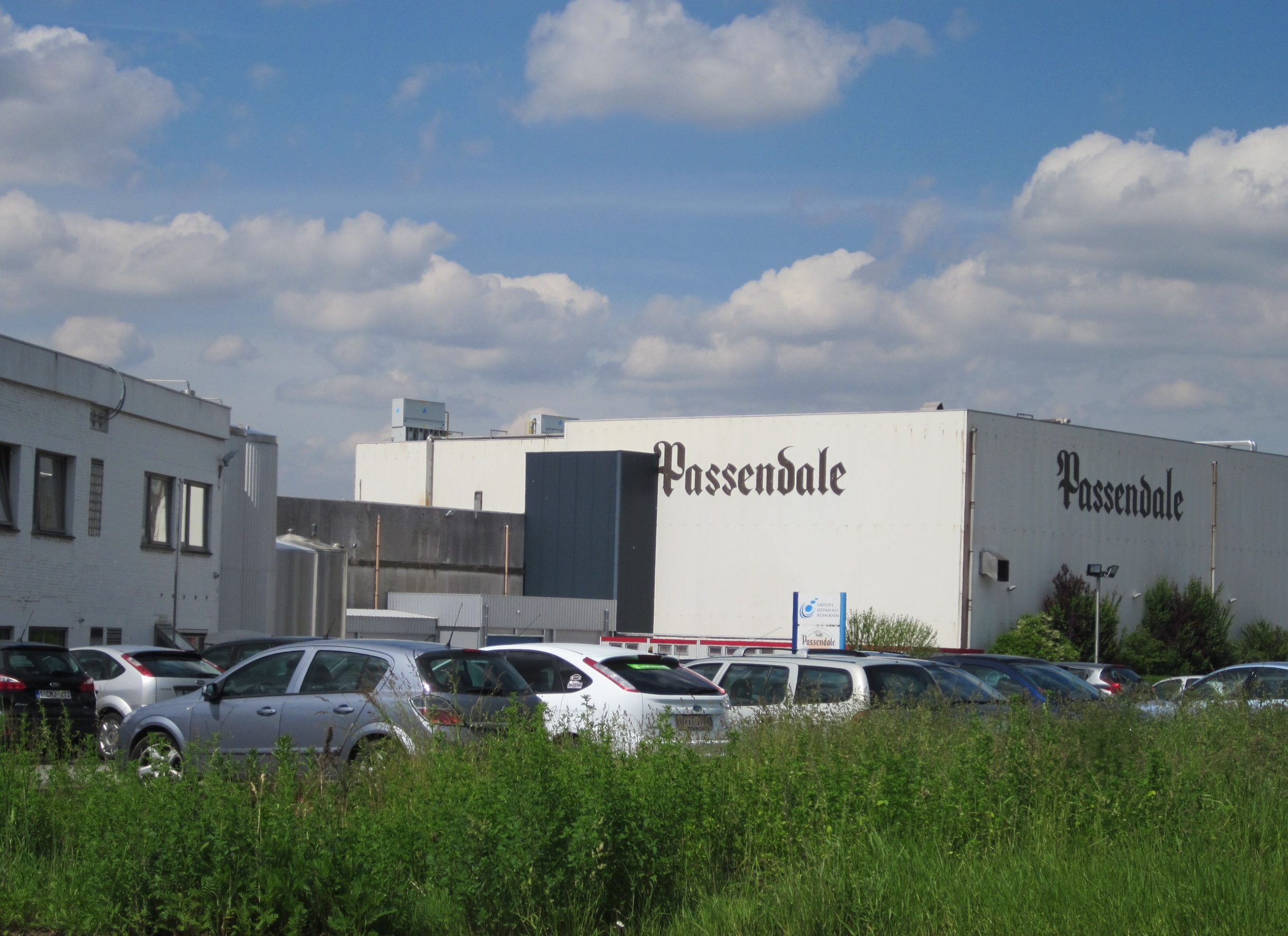
De kaasmakerij in Passendale.

Passendale is een Belgische kaas die gemaakt wordt in het gelijknamige Passendale, deelgemeente van het West-Vlaamse Zonnebeke.

## Boerderij
Aan de basis van dit bedrijf ligt het echtpaar Romain Donck (1898-1984) en Germaine Spruytte (1896-1985).
Passendale lag te midden van het slagveld tijdens de Eerste Wereldoorlog en de familie vluchtte naar Normandië en baatte in Cormeilles een hotel-restaurant uit. De broer van Germaine Spruytte was in Frankrijk gehuwd en produceerde daar na de oorlog zijn kaas.
Gehuwd in 1926 begon het echtpaar zelf met de productie van hun eigen kaas - op hun nieuw gebouwde hoeve - aan de 's Graventafelstraat. Die was al vlug te klein en men verhuisde in 1936 naar een nieuwe gebouw aan de andere kant van de straat. Het gebouw staat er nu nog en noemt men nu De Oude Kaasmakerij.

## Overname
In 1948 verhuisde men naar de Statiestraat waar men de oude brouwerij Boucqué ombouwde; het zuivelbedrijf is daar nu nog altijd gevestigd. In 1991 werd het bedrijf verkocht aan de Nederlandse zuivelgroep Campina en in 2007 kwam het in handen van de Franse groep Bongrain SA. In de kaasmakerij werken ongeveer 125 mensen.

## Soorten
- Passendale Fruitig
- Passendale Classic
- Passendale Caractère
- Passendale Lightesse
- Passendale Jong
- Père Joseph